# Allotrupes mandibularis
Allotrupes mandibularis är en skalbaggsart som beskrevs av Edmund Reitter 1896. Allotrupes mandibularis ingår i släktet Allotrupes och familjen tordyvlar. Inga underarter finns listade i Catalogue of Life.